# Szerelmes regény

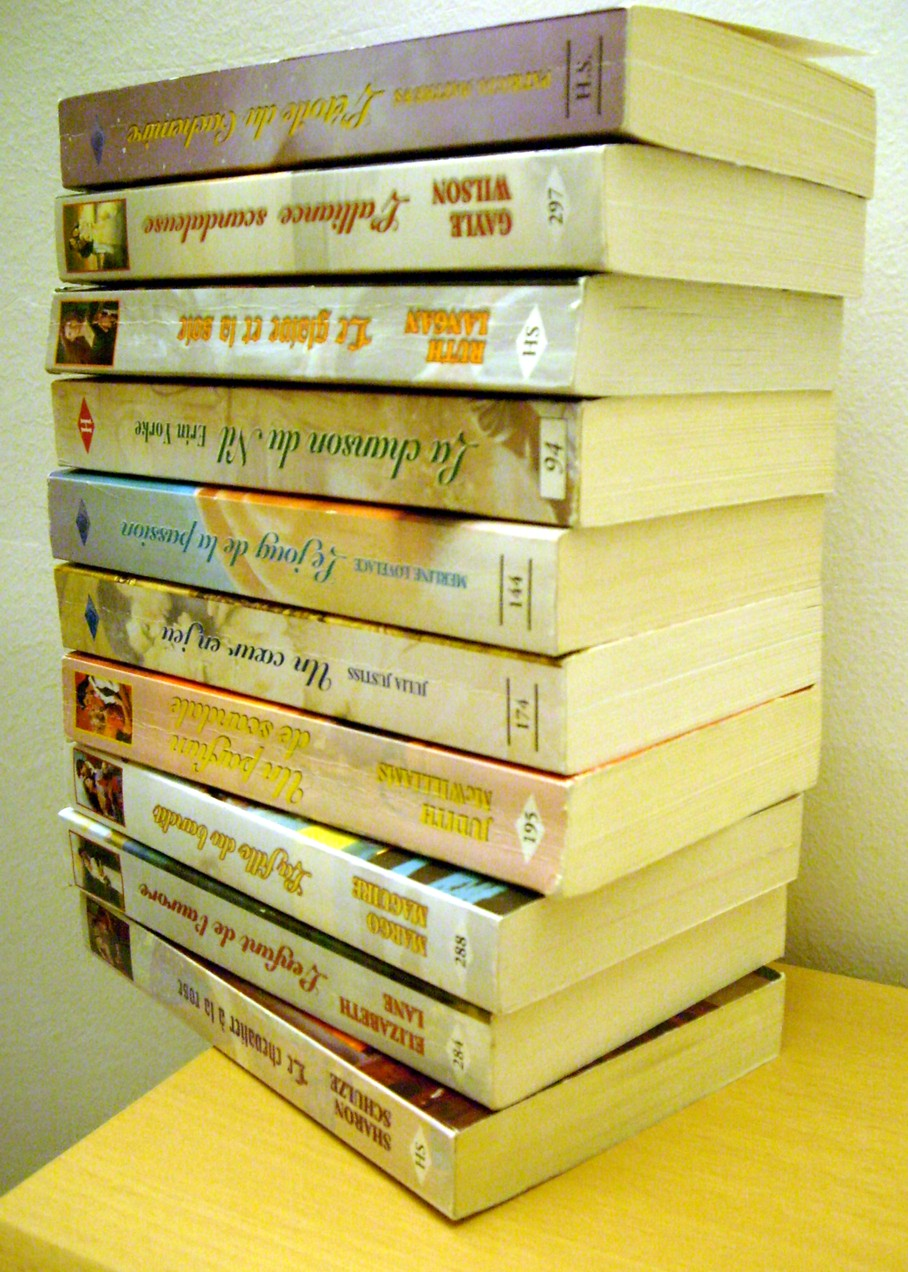
Szerelmes regények

A szerelmes regény vagy romantikus regény irodalmi műfaj; az ilyen típusú művek általában két ember közötti szerelemmel foglalkoznak, és érzelmileg kielégítő, optimista befejezéssel zárulnak. Kereskedelmileg két típusba sorolhatók: vannak a rövidebb regények, melyek körülbelül egy hónapig kaphatóak (ilyenek például a Harlequin-kötetek), illetve a nagyobb lélegzetvételű, tartósan könyvesboltokban árusított kötetek. Műfajilag több csoportra is oszthatók: léteznek például történelmi szerelmes regények, tudományos-fantasztikus és paranormális jelenségekről szóló, de akár a thrillert vagy a krimit ötvöző alkotások és erotikus művek is.
Az egyik legelső szerelmes regény Samuel Richardson Pamela avagy az erény jutalma című, 1740-ben íródott regénye, amely több szempontból is forradalminak számított: teljes mértékben az udvarlásról szólt, méghozzá a főhősnő szemszögéből. Jane Austen továbbfejlesztette a műfajt a Büszkeség és balítélettel. Austen munkássága inspirálta Georgette Heyert, aki 1921-ben a történelmi szerelmes regény műfaját vezette be a köztudatba. Egy évtizeddel később az angol Mills and Boon kiadó megjelentette az első rövid, sorozatjellegű romantikus regényeket, amiket Észak-Amerikában a Harlequin Enterprises Ltd adott ki.
A modern szerelmes regény műfaja 1972-ben született meg, amikor megjelent Kathleen E. Woodiwiss A láng és a liliom című regénye az Avon Books kiadásában, puha kötésben. Az 1980-as években a szerelmes regények virágkorukat élték.
Észak-Amerikában a szerelmes regény a legnépszerűbb irodalmi műfaj, az eladott puha kötésű könyvek 55%-át tették ki 2004-ben. Bár Európában is igen népszerű, a legtöbb, e kategóriában született alkotás angol nyelvű íróktól származik, ami az angolszász világnézet dominanciáját jelenti a műfajon belül.

## Meghatározása
Az Amerikai Szerelmesregény-írók Szövetsége (Romance Writers of America) meghatározása szerint a szerelmes regény cselekménye két ember köré koncentrálódik, ahogy azok szerelembe esnek, majd ezt követően a kapcsolat fejlődését kíséri figyelemmel. A regény konfliktusának és csúcspontjának is szorosan kell kapcsolódnia a kialakuló szerelem témájához, bár a regényben szerepelhetnek olyan mellékszálak is, amelyek nem feltétlenül tartoznak szorosan a fő szerelmi szálhoz. Ezen felül a romantikus regényeknek érzelmileg kielégítő és optimista befejezéssel kell rendelkezniük. Mások, például Leslie Gelbman, a Berkley Books könyvkiadó elnöke szerint a szerelmes regény definíciója rövidebben is meghatározható: „a könyv lényege a főhős és a főhősnő közötti romantikus kapcsolat.”
Általánosságban véve a szerelmes regényekben megjutalmazzák a jókat és megbüntetik a gonoszokat, s az a pár, amelyik harcol a szerelemért és hisz a kapcsolatban, a végén örök szerelemre lel. Nora Roberts szerint ezek a könyvek „a szerelembe esést, az érzelmeket, az elkötelezettséget ünneplik, s mindazt, amire mind igazán vágyunk.” Az úgynevezett női regények (beleértve a chick lit műfaját is) nem feltétlenül a szerelmes regény alműfaját jelentik, mert ezek a regények szólhatnak a főhősnő más jellegű kapcsolatairól (barátság, család) is, melyek ugyanolyan fontos szerepet töltenek be, mint a szerelem.
Némelyik író és olvasó úgy véli, a műfajnak további jellegzetességei is vannak, mint például a főszereplőknek a történet elején kell találkozniuk, vagy hogy olyan kényes témák, mint a házasságtörés, nem szerepelhetnek a történetben. Számos vitát keltettek azok a nézetek, melyek szerint a szerelmes regénynek nem kell mindig boldog végkifejlettel zárulniuk, illetve azok is, amelyek szerint az egyazon neműek szerelme nem kaphat helyet a műfajban. Az olvasók egy része elfogadja a nem boldog véggel záruló regényeket is, mindaddig, amíg azok a főszereplők szerelmi kapcsolatára koncentrálnak (pl. Rómeó és Júlia). Mások szerint csak heteroszexuális főhősök lehetnek a szerelmes regényekben. Bár a szerelmes regények többsége a szigorúbb szabályokat követi, számos olyan mű létezik, melyek eltérnek ezektől a szabályoktól. Ezért az Amerikai Szerelmesregény-írók Szövetsége és a kiadók preferált meghatározása szerint a szerelmes regény műfajának egyedüli meghatározó eleme a romantikus kapcsolat és a boldog végkifejlet.
Mindaddig amíg egy regény megfelel ennek a két kritériumnak, szerelmes regénynek tekinthető, és játszódhat bármely időben és akárhol. Nincsenek kötelező szabályok arra nézve, mi nem szerepelhet a szerelmes regényben. Még olyan sokat vitatott témák is előfordulhatnak, mint a szexuális erőszak, a családon belüli erőszak, a függőség vagy a testi-szellemi fogyatékosság. Minden regényben vannak azonban olyan domináns elemek, ami alapján besorolhatók egy vagy több alműfajba. A számos lehetőség és műfaj széles spektruma ellenére gyakran éri az a vád az írójukat, hogy minden szerelmes regény tulajdonképpen „ugyanolyan”. A szerelmes regényekkel szemben számos sztereotípia létezik, például vannak, akik szerint minden szerelmes regény olyan, mint Danielle Steel írásai, melyekben gazdag, híres emberek utazgatnak egzotikus vidékekre. Mások szerint Steel nem is szerelmes regényeket, hanem népszerű mainstream regényeket ír.
Előfordul, hogy a szerelmes regényeket női pornográfiának titulálják. Míg egyes regényekben előfordulhatnak erotikusabb jelenetek, más regényekben a főszereplők csak a csókig jutnak el; a műfajon belül nagy a változatosság, e között a két véglet között bármi előfordulhat. Mivel a romantikus regények olvasóinak többsége nő, a regények legtöbbször a főhősnő szempontjából íródnak, akár egyes szám első személyben, akár harmadik személyben.

## Formátum

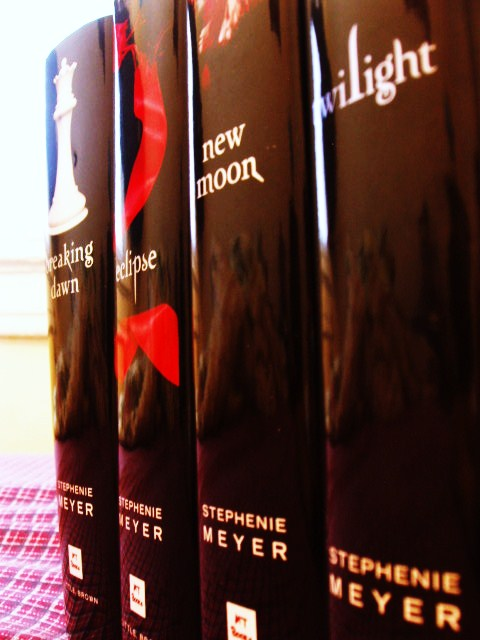
Stephenie Meyer Alkonyat-sorozatának kötetei. Annak ellenére, hogy sorozatról beszélünk, ezek különálló regénynek számítanak

A szerelmes regényeket kétféle formátumban forgalmazzák: az egyik az úgynevezett kisregénysorozat, a másik a különálló regény. Sok író e két formátum egyikében ír, mások, mint például Jayne Ann Krentz és Jennifer Crusie, mindkét formátumban értek el sikereket.

### Kisregénysorozatok
A kisregénysorozatok (angolul category romances) általában rövid, körülbelül 200 oldalas vagy 55 000 szavas alkotások. A könyvek jól meghatározható sorozatokban jelennek meg, általában minden hónapban meghatározott számú kisregényről van szó. Előfordul, hogy a sorozat darabjait meg is számozzák. Ezeket általában széles körben forgalmazzák, az Egyesült Államokban vagy addig maradnak forgalomban, amíg el nem fogynak, vagy amíg a következő hónap kötetei meg nem jelennek. 1981-re a legnagyobb ilyen jellegű kiadó a Harlequin/Mills & Boon lett, melynek kisregényeit akár 26 nyelvre is lefordítják és több mint 100 országban forgalmazzák.
A formátum jellegzetessége, hogy a történet általában csak a legfontosabb részleteket tartalmazza. Nem jellemző a mellékcselekmény vagy a túl sok mellékszereplő, ezeket a minimumra szorítják vissza. Az egyes sorozatok hasonló stílusjegyekkel bírnak, hasonló a történet időbeli vagy térbeli elhelyezése, a témaválasztás, a konfliktus típusa vagy az érzékiség mértéke. A kiadók általában útmutatókat tesznek közzé, leírva, melyik típusú sorozathoz milyen elemekre van szükség a történetben.

### Különálló regények
Az olyan szerelmes regények, amelyeket nem egy előre meghatározott kiadói típussorozaton belül adnak ki, különálló regényeknek számítanak. Általában hosszabbak, mint a kisregénysorozatok kötetei, átlagosan 350 és 400 oldal közöttiek. Míg a kiadó dönthet úgy, hogy rövidebb időközönként adja ki a regényeket, eladási és reklámmegfontolás alapján, egy író átlagosan 1,5 regényt ír és évente legalább egy regénye jelenik meg. A különálló regények addig maradnak a könyvesboltok polcain, amíg az adott könyvesbolt jónak látja.
A különálló regények az elnevezés ellenére nem mindig egyszeri regények. Néhány író szívesen alkot kapcsolódó könyveket, sorozatokat, ami a trilógiától a sokkötetes szériáig szinte mindent felölelhet. Az ilyen sorozathoz tartozó köteteknek lehet hasonló címük, vagy akár számozhatják is őket, mégsem hasonlóak a kisregénysorozatokhoz, mert azok a kiadó által meghatározott irányvonalba tartoznak.

## Alműfajok
| Alműfaj            | Piac (%) |
| ------------------ | -------- |
| kisregénysorozatok | 40%      |
| történelmi         | 17%      |
| kortárs            | 16%      |
| paranormális       | 9%       |
| romantikus krimi   | 7%       |
| keresztény témakör | 6%       |
| összes többi       | 5%       |

Mivel nincs meghatározva, hogy a szerelmes regények milyen cselekményt tartalmazzanak, milyen időben vagy helyszínen játszódjanak, a műfaj igen széles spektrumot ölel fel, ami lehetőséget adott számos alműfaj megszületésének. Ezek az alműfajok sokszor szorosan kapcsolódnak más irodalmi műfajokhoz is, így előfordul, hogy egy-egy regény a szerelmes regény és egy másik műfaj alá is tartozik egyszerre. Például a romantikus krimik nagyon közel állnak a hagyományos detektívtörténetekhez vagy thrillerekhez, a paranormális románcok számos tudományos-fantasztikus vagy fantasy elemet tartalmaznak.

### Kortárs románc
A kortárs románc egyik ismérve, hogy a történet a második világháború után játszódik, bár az emberek többsége ezt a műfajt érti a szerelmes regény alatt. A legnagyobb alműfajának számít, általában abban az időben játszódnak, amelyikben írták őket, így annak az időnek a morálját tükrözi. Az 1970 előtt íródott regények hősnői például gyakran otthon maradnak, miután férjhez mentek, hogy gyereket neveljenek. Ezzel szemben az az után írt regények hősnői legtöbbször dolgozó nők, akiknek fontos a karrier.
A legtöbb kortárs románcregény meghatározza a cselekmény idejét, ezért a többségük egy idő után irrelevánssá válik a későbbi olvasók számára, és nem nyomtatják többé újra őket. Azokat, amelyek nem mennek ki a divatból, mint például Jane Austen művei, gyakorta újrakategorizálják és történelmi románcként népszerűsítik. 2004-ben az Egyesült Államokban kiadott szerelmes regények több mint fele (2285 könyvből 1468) a kortárs románc alműfajába tartozott.

### Történelmi szerelmes regények

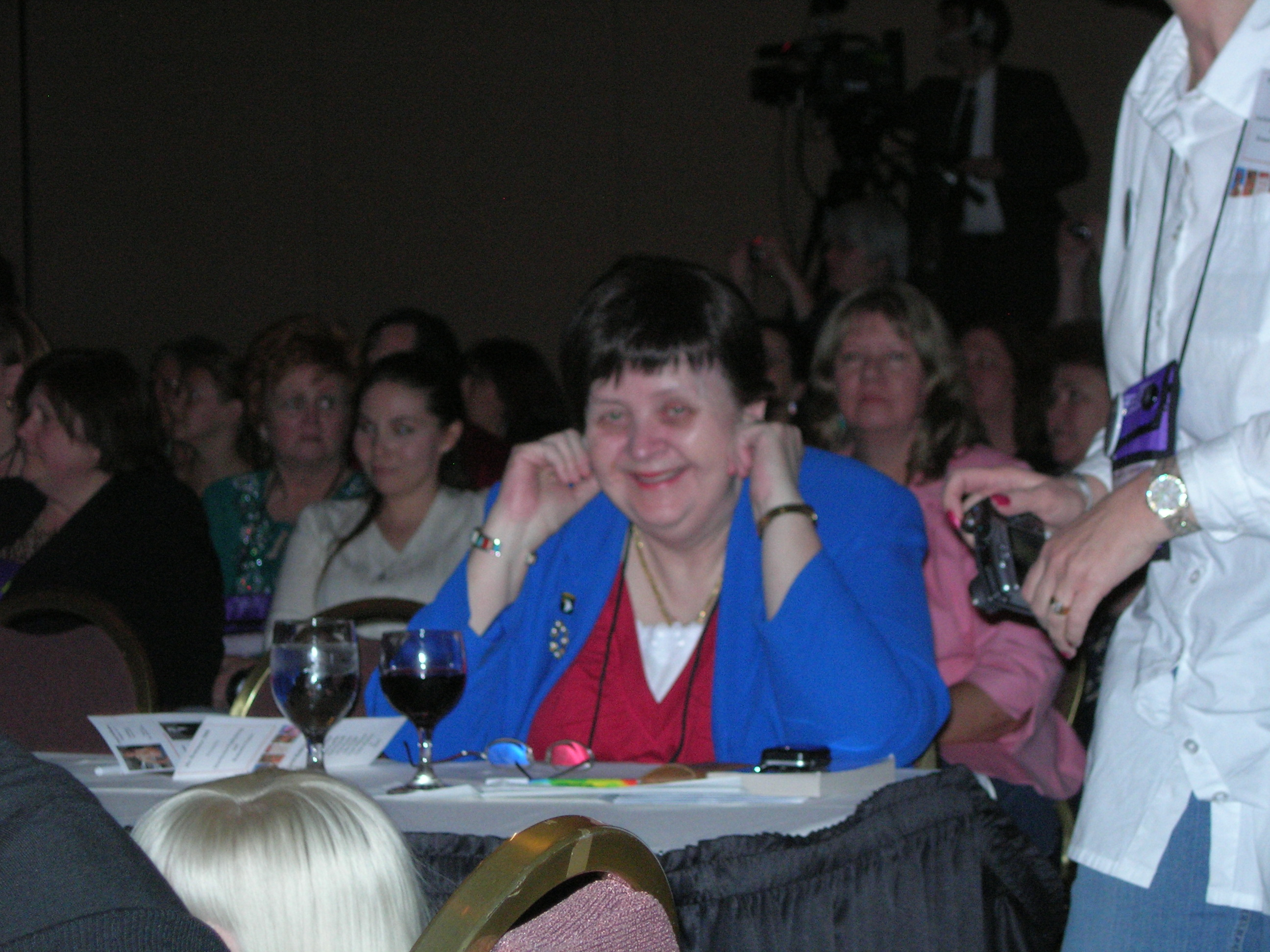
Bertrice Small főképp erotikus történelmi szerelmes regényeiről ismert

A történelmi szerelmes regények az első világháború előtt játszódnak. Számos más alműfajjal keveredhetnek, például az úgynevezett nemesi románccal. Ritkán adják ki őket kemény kötésű borítással, évente alig 15 ilyen típusú regényt, ez kevesebb mint egyötöde a kemény borítással megjelenő kortárs szerelmes regényeknek.
2001-ben a történelmi szerelmes regények tízéves csúcsot döntöttek meg, 778 ilyen típusú könyv jelent meg. 2004-re számuk 486-ra csökkent, de még így is az összes kiadott szerelmes regény 20%-át tették ki. A Kensington Books kiadó úgy nyilatkozott, kevesebb történelmi szerelmes regényt kapnak, és korábban ilyen műfajban alkotó íróik is áttértek a kortárs műfajra.

### Romantikus krimi
A romantikus krimi alműfajában íródott regény cselekménye egy megoldatlan rejtély körül forog, amit a főhősöknek kell kideríteniük. A főhősnő tipikusan bűncselekmény áldozata, vagy feltételezhető célpontja, aki együttműködik a főhőssel, aki általában olyan munkakörben dolgozik, ami a védelmező szerepét osztja rá a regényben, például rendőr, FBI-ügynök, testőr vagy haditengerész. A regény végére a rejtélyt megoldják, a főhős és a főhősnő között pedig párkapcsolat alakul ki. Általában kortárs regényekről beszélünk, de vannak írók, például Amanda Quick, akik összeolvasztották a történelmi románc és a romantikus krimi műfaját.
Mint minden szerelmes regény, a romantikus krimi is a főhősök közötti szerelmi szálra koncentrál. A kapcsolatuknak hatással kell lennie a döntéseikre, amelyek kihatnak a cselekményre, a rejtély alakulására, a bűnügyre. Fordítva is így működik, a bűnügy/rejtély hatással van a szerelmi szál alakulására. A romantikus krimik nyelvezete „tisztább”, nem tartalmaznak érzelmesebb, intimebb leírásokat, a cselekménynek fontos eleme a rejtély és annak megoldása, ezért inkább a cselekmény vezérli a szálat, mintsem a szereplők.
A műfaj egyik mesterének Mary Stewartot tartják, aki 1955 és 1967 között tíz ilyen típusú regényt írt. Ő volt az első író, aki tökéletesen kombinálta a romantikát a krimivel, fenntartva a rejtélyt az utolsó pillanatokig, miközben az olvasó a szerelmi szálat is követhette. Stewart regényeiben a rejtély megoldásának folyamata megvilágítja a főhős személyiségét, ami elősegíti, hogy a főhősnő beleszeressen.

### Paranormális szerelmes regény

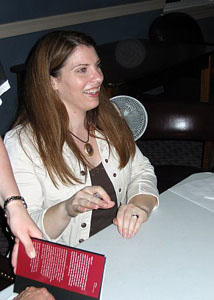
Stephenie Meyer, az Alkonyat-sorozat írónője az egyik legnépszerűbb a romantikus vámpírtörténetek írói között

A paranormális romantikus történetek a valóságot vegyítik a fantasztikummal vagy a sci-fivel. A fantasztikus elemeket beleszőhetik például a városi életbe, létrehozva egy alternatív világot vámpírokkal, démonokkal, vérfarkasokkal, boszorkányokkal, szellemekkel vagy természetfeletti képességekkel rendelkező emberekkel. Szerepelhet bennük időutazás, futurisztikus vagy földönkívüli szerelem is.
Gyakran más alműfajokat is beolvasztanak, például krimit, misztikumot vagy szingliirodalmat (chick lit). Néhányuk a történelmi szerelmes regényekhez hasonlít, mert cselekményük a múltban játszódik, más regények a jövőre koncentrálnak, vagy éppen különféle világokba, párhuzamos dimenziókba vezetnek. 2002 és 2004 között az Amerikai Egyesült Államokban a paranormális szerelmes regények száma megduplázódott és elérte az évi 170-et. Egy-egy népszerűbb kötet akár 500 000 példányban is fogyhat. A legtöbbet eladott ilyen típusú könyvek közé tartozik Stephenie Meyer Alkonyat-sorozata, melynek köteteiből világszerte összesen több mint 100 millió példány kelt el.

### Romantikus sci-fi
Az első olyan romantikus sci-fi történet, melyet mainstream szerelmesregény-kiadó publikált, Jayne Ann Krentz Sweet Starfire című regénye volt 1986-ban. Krentz szerint az ilyen történetek népszerűsége abban rejlik, hogy a regények valójában igazi klasszikus romantikus történetek, csak éppen egy másik galaxisban játszódnak.

### Romantikus fantasy
A romantikus fantasy mind a szerelmes regények, mind a fantasy alműfajába beletartozik, a történet mind a fantasy, mind a hagyományos romantikus regény főbb jegyeivel bír. Az ilyen jellegű regényeket nem csak a szerelmes regényekre specializálódott kiadók jelentethetik meg, előfordul, hogy fantasy-kiadó is publikál ilyet. Egyes kiadók megkülönböztetik a fantasy románcot és a romantikus fantasyt, előbbiben a fantasy dominál, romantikus elemekkel vegyítve, míg utóbbiban a romantikára kerül a hangsúly és a fantasyelemek csak mellékszálként vannak jelen.

### Időutazás témájú szerelmes regények
A legtöbb ilyen jellegű regényben a modern korban élő főhősnő utazik vissza az időben, ahol megismerkedik a főhőssel. Néhány regényben a múltban élő főhős kerül a jövőbe (a főhősnő jelenébe). A szereplők általában logikusan reagálnak az időutazással járó helyzetre, felfedezik a fizikai és egyéb különbségeket a két világ között. Néhány író – az olvasók legnagyobb bánatára – a két külön idősíkba rekeszti a főszereplőket, nem engedve, hogy végül együtt maradjanak.

### Keresztény szerelmes regények
A keresztény szerelmes regények (angol elnevezéssel inspirational romance) a romantikus kapcsolatot kifejezetten keresztény értékrendek közé helyezik. 2004-ben 167 ilyen regényt publikáltak. Az ilyen típusú regényekben általában nem szerepel indokolatlan erőszak vagy káromkodás. A szex, ha egyáltalán szerepel a regényben, kizárólag házasság után történhet és akkor sem írják le részletesen. A művek egy részében fontos szerepet kap a főhős vagy főhősnő hite, a hit szerepe a férfi-nő kapcsolatban és a pár kapcsolata Istennel. A megbocsátás, őszinteség és hűség gyakori témakörök. Az első keresztény szerelmesregény-sorozatot az 1980-as években adta ki a Silhouette kiadó Silhouette Inspirations címmel. Miután a Harlequin felvásárolta a kiadót, 1984-ben megszüntette a sorozatot, mert veszteségesnek ítélte. Ettől függetlenül a kiadók továbbra is jelentetnek meg ilyen témájú könyveket.

### Multikulturális regények

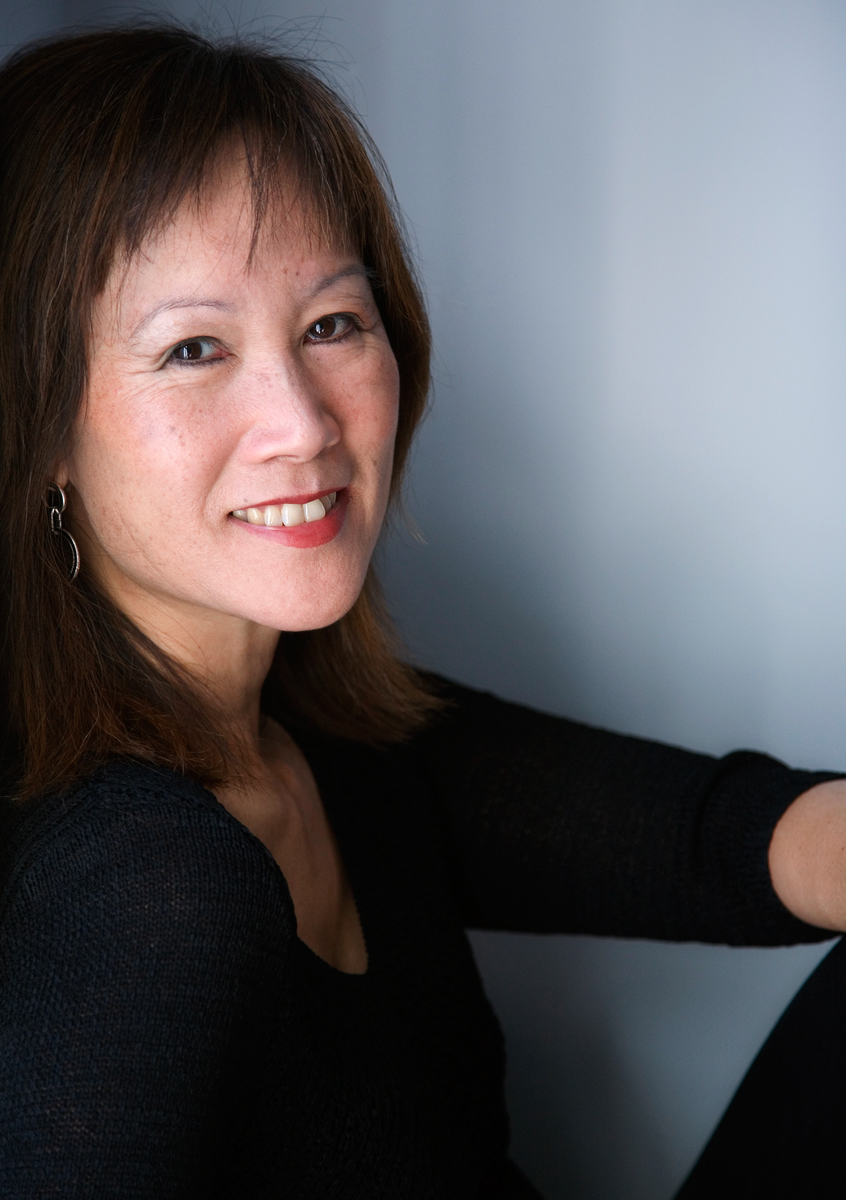
Tess Gerritsen

A multikulturális szerelmes regények szerelmespárjának egyik tagja afroamerikai, latin-amerikai vagy ázsiai. 1994-ben indította el az első ilyen jellegű sorozatot a Kensington kiadó Arabesque címmel. 1998-ban a BET Books kiadó vásárolta meg a sorozatot; némelyik regényből tévéfilm is készült. 1999-ben az első latin románcregények is napvilágot láttak a Kensington kiadásában, az ENCANTO-sorozatban. A könyveket spanyol-angol kétnyelvű kiadásban h vagy csak spanyolul adták ki. 2001-ig minden hónapban két könyvet adtak ki a sorozat keretein belül, ekkor azonban a kiadó megszüntette azt. Ennek ellenére ma is vannak írónők, akik multikulturális témában írnak, például Sylvia Mendoza, Tracy Montoya, Caridad Pineiro, Berta Platas, Lara Rios és Lynda Sandoval.
Míg az afroamerikai és spanyol ajkú hősöket felvonultató regények egyre népszerűbbek, az ázsiai témakörű szerelmes regények igen ritkák. Tess Gerritsen írónő véleménye szerint ennek az az oka, hogy az ázsiai-amerikaiak többsége nem olvas romantikus regényeket: „Azért olvasunk szerelmes regényeket, mert jól akarjuk érezni magunkat a szerelemmel kapcsolatban […] ahhoz, hogy ez megvalósuljon, az olvasónak azonosulnia kell a főhősnővel.”

### Erotikus regények
Az erotikus szerelmes regények a romantikát ötvözik az erotikával. Jellemzőjük, hogy erőteljesen szerepet kap bennük a szexualitás, de ezen felül bármely más alműfajba is beletartozhatnak. Általában kevésbé használják az eufemizmust, ami a többi szerelmes regényre jellemző, és nyíltabban, harsányabb szavakkal írják le a szexjeleneteket. Általában több szexjelenet szerepel bennük, mint a többi regényben és akár szokatlan pozíciókat vagy aktusokat is leírhatnak. Annak ellenére, hogy ezekben a regényekben igen jelentős szerepet kap a szex, nem szabad őket összetéveszteni a pornográfiával. A pornográf alkotások csak a szexuális aktusra koncentrálnak, míg az erotikus szerelmes regényekben fontos szerepet kapnak a jellemek, a cselekmény, és a cselekmény egy egészet képezne akkor is, ha egyáltalán nem szerepelne benne szexjelenet.
Az erotikus regények lehetnek kisregény- vagy normál regény hosszúságúak. Vannak, amelyeket kisregénysorozaton belül adnak ki, ilyen például a Harlequin Blaze-sorozat, míg másokat antológiákban publikálnak. Előfordul. hogy az önálló regényként kiadottak is csupán kisregény hosszúságúak.
Az erotikus regények kiadói rendszerint kisebb vagy elektronikus kiadók. Az írók gyakorta több szabadságot kapnak a szexjelenetek leírásában az elektronikus, mint a hagyományos papíralapú kiadóknál. Az ilyen jellegű regények piaca egyre nő, emiatt több kiadó is indított új sorozatokat. A népszerűség ellenére vannak témák, amelyek tabunak számítanak, ilyen például a pedofília, a vérfertőzés vagy bestiális szex (szodómia); ezeket a témákat minden kiadó visszautasítja.
Az erotikus regények elektronikus kiadói közül az Ellora's Cave volt az első, melyet az Amerikai Szerelmesregény-írók Szövetsége hivatalosan is elismert.

## Története

### Kialakulása

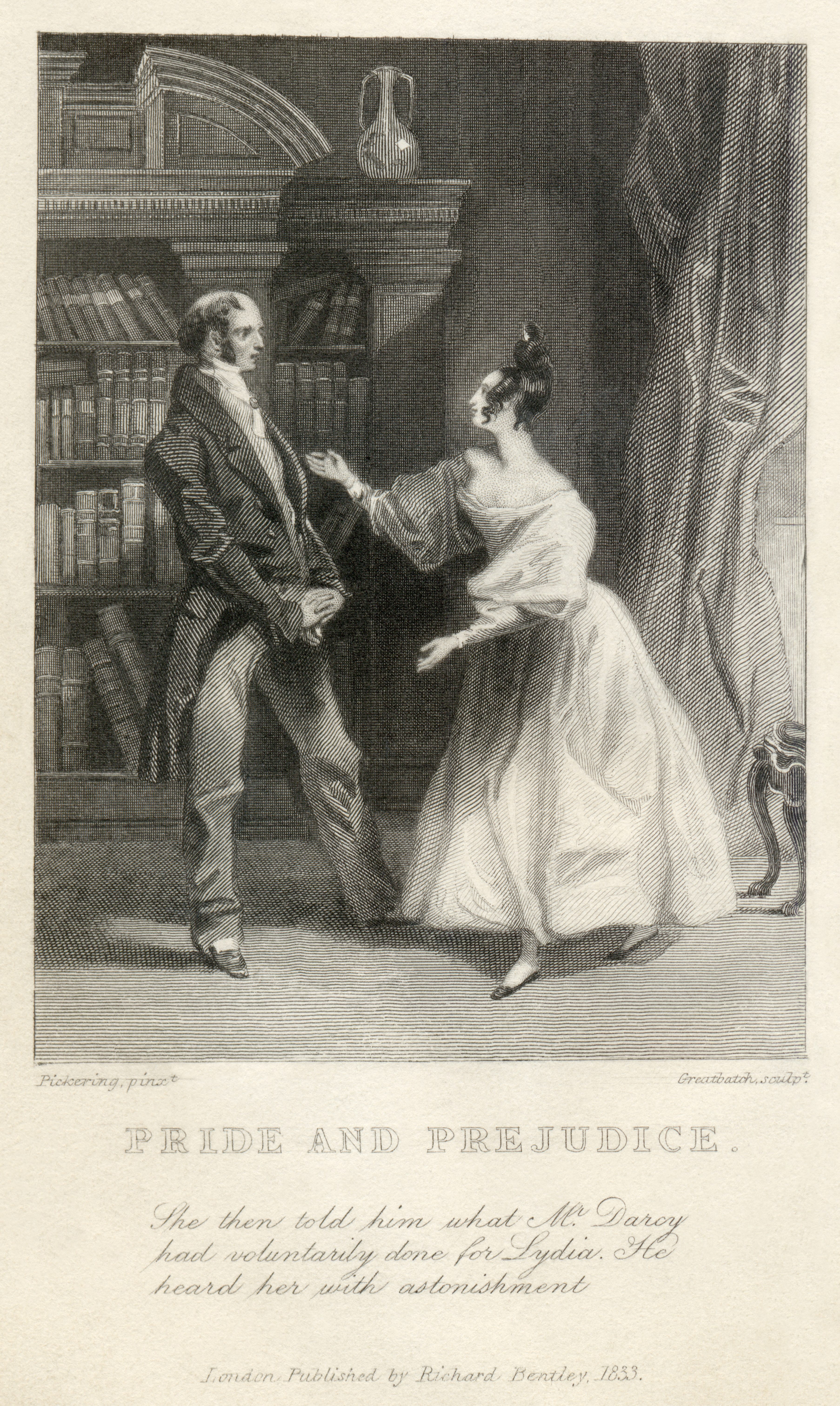
Elizabeth elmeséli apjának, hogyan hozta össze Darcy Lydiát és Wickhamet. Ez a Büszkeség és balítélet legelső illusztrációinak egyike

Az egyik legelső szerelmes regény Samuel Richardson Pamela avagy az erény jutalma című műve volt, melyet 1740-ben adtak ki. Az egyik első regény volt, mely az udvarlásról szólt, és amely a nő szempontjából mesélte el a történetet. A korszak sok regényétől eltérően a mű boldog végkifejlettel zárult. Az első „kasszasiker”-könyvek közé tartozott, az első kiadást követő tizenegy hónapban öt további kiadást ért meg. A műfaj azonban a 19. századig nem igazán öltött formát.
Jane Austent hagyományosan a romantikus regények egyik mesterének tartják, Regis szerint pedig az 1813-ban kiadott Büszkeség és balítélet az egyik legjobb ilyen regény, egynémely kritikus szerint azonban Austen művei megerősítik az ún. szexista felfogást, miszerint a nőknek feltétlenül férjhez kell menniük. A viktoriánus kor kezdetén a Brontë nővérek Austen regényeire építettek. Charlotte Brontë 1847-ben publikált Jane Eyre című munkája először foglalkozott árva hősnővel. A regény ötvözi a gótikus regény és az Erzsébet-kori dráma elemeit, demonstrálva a romantikus regény formai flexibilitását.
A műfaj népszerűsége a 20. században is folytatódott. 1919-ben Edith Maude Hull The Sheik című regényéből azonos címen filmet készítettek, mely igazi sztárrá tette Rudolph Valentinót, a férfi főszereplőt. A főhős egy igazi alfahím, aki elrabolja a főhősnőt, majd elnyeri szerelmét. Ez volt az egyik első olyan regény, ami az erőszak-fantáziákról is szólt. Bár a 20. század elején a nők már bizonyos fokú függetlenséget élveztek, a kiadók úgy vélték, az olvasók csak akkor fogadják el a házasság előtti szexuális élet koncepcióját, ha az erőszakos közösülés. Ebben a regényben a nemi erőszak inkább fantáziakép, a főhősnőt nem terrorizálják, nem kap sokkot és nem él át traumát.
Az első történelmi szerelmes regények 1921-ben jelentek meg, amikor Georgette Heyer megírta első regényeit, melyek IV. György brit király régensségének idejében, 1811–1820 között játszódtak. Heyert Austen regényei inspirálták. Mivel a történések 100 évvel korábban játszódtak, Heyernek olyan részleteket is le kellett írnia az olvasói számára, amelyek segítségével megérhették a kort. Más szerelmes regényektől eltérően Heyer a helyszínt a cselekmény egyik mozgatórugójaként használta fel. Szereplői gyakran modernebb felfogásúak voltak, s a konvencionálisabban gondolkodó szereplők feladata volt, hogy rámutassanak a főhősnő excentrikusságára, például, hogy szerelemből akar férjhez menni. Heyer termékeny író volt, 1974-ben bekövetkezett haláláig évente 1-2 regényt írt.
Németországban a műfaj koronázatlan királynőjének tartják a 20. század elején alkotó Hedwig Courths-Mahlert, akinek 208 regényéből 30 millió példányt adtak el hazájában, műveit magyar nyelvre is lefordították. A 19. század végének közkedvelt francia írója volt Georges Ohnet, akit a kritikusok azonban mélyen elítéltek szerelmes történeteiért.
Magyarországon a műfaj áttörését Mészáros Ignác Kartigám című regénye segítette elő a 18. században. 1934-ben a Pesti Napló részletekben közölte Móricz Zsigmond Jobb mint otthon című regényét, mely Hansági Ágnes szerint „értelmezhető szerelmes regényként, amely a hagyományos Hamupipőke‐sémát követi, és a populáris szerelmes regény paródiájaként egyaránt”.

### A kisregénysorozatok megjelenése
Az 1930-as években a Mills and Boon angol kiadó keménykötésű szerelmes regények nyomtatásába kezdett. A könyveket az úgynevezett „kétpennys könyvtárakban” lehetett beszerezni, és „a barna könyvekként” váltak ismertté barna színű borításuk miatt. Az 1950-es években a kiadó újságárusokon keresztül kezdte árulni köteteit.
A kanadai Harlequin Enterprises Ltd. 1957-ben kezdte terjeszteni a Mills and Boon köteteit Észak-Amerikában. Mary Bonneycastle, a kiadó alapítójának, Richard Bonneycastle-nak a felesége, és lányuk, Judy Burgess válogatta ki, mi kerülhet a Mills and Boon kínálatából kiadásra Észak-Amerikában. Elutasították a szexuálisan nyíltabb regényeket. Amikor Richard Bonneycastle észrevette, mennyire népszerűek a szerelmes regények, úgy döntött, maga is elolvas egyet. Olyan regényt választott, ami nyíltabb szexualitást tartalmazott, és igen tetszett neki az olvasmány. Utasította a céget, hogy végezzen tesztkutatásokat azzal a regénnyel, amit maga olvasott, és a teszt eredménye az lett, hogy a szexuálisan fűtöttebb tartalmú regényből többet adtak el, mint a szelídebb tartalmú tesztalanyból. A regények rövidek voltak, a hősnők kedvesek, édesek, jószívűek, egyszerűek és ártatlanok. Azon kevés hősnők, akik dolgoztak, tradicionálisan női munkákat végeztek: ápolónők, nevelőnők, titkárnők voltak. Az intimitás ezekben a regényekben nemigen ment túl a csóknál.
1971. október 1-jén a Harlequin felvásárolta a Mills and Boont. Erre az időszakra a romantikus regények már igen népszerűek voltak, széles körben terjesztették őket. A Harlequin úgy döntött, megismétli, sőt, túlszárnyalja a Mills and Boon-könyvek népszerűségét Észak-Amerikában, így továbbfejlesztették a marketing- és disztribúciós rendszerüket. Elkezdték a könyveket ott árusítani, „ahová a nők járnak”, például a szupermarketekben. Ezután felajánlották az olvasóknak, hogy előfizethetnek a kötetekre, havonta meghatározott példányban.

### A modern szerelmes regények megjelenése

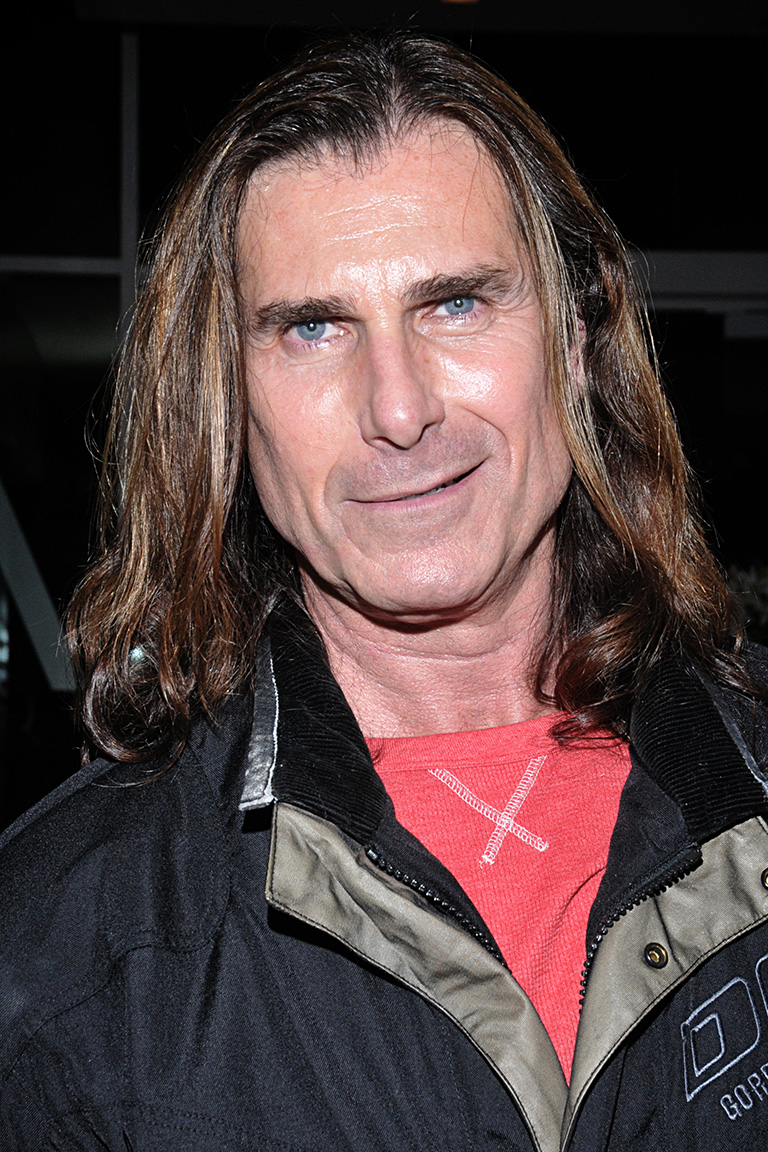
Fabio Lanzoni olasz modell a szerelmes regények „arca”, több mint 400 regény borítóján szerepelt, erről vált híressé

A modern szerelmes regény megjelenése 1972-re tehető, ekkor adta ki az Avon Books Kathleen E. Woodiwiss A láng és a liliom (The Flame and the Flower) című művét – az első szerelmes regényt, mely a hálószobába is követte a főszereplőket. Forradalmi tartalma mellett azért is jelentős ez a regény, mert ez volt az első szerelmes regény, amit puha kötésben jelentettek meg először és akárcsak a kisregénysorozatokat, szupermarketekben és más, tömegeladásokra specializálódott üzletben árusítottak. 2,35 millió példányban fogyott el. Az Avon további könyvek megjelentetésébe kezdett, 1974-ben adta ki Woodiwiss második regényét, a The Wolf and the Dove-ot, melyet az újonc Rosemary Rogers két műve, a Sweet Savage Love és a Dark Fires követett. Utóbbiból az első három hónapban kétmillió darabot adtak el. 1975-ben a Publishers Weekly bejelentette, hogy az Avon-könyvekből összesen több mint nyolcmilliót értékesítettek. A következő évben több mint 150 történelmi szerelmes regényt adtak ki, összesen több mint 40 millió eladott példánnyal.
A siker az írói stílusra is kihatott, egyre több történelmi regény született, ahol a tehetetlen hősnőt megmenti a főhős, akkor is ha épp a férfi volt az, aki bajba sodorta. A főhősök kapcsolata mindig szigorúan monogám volt. A borítókon gyakran egy igen lengén öltözött hölgy szerepelt, akit magához szorít a (szintén elég lengén öltöztetett) főhős; az ilyen típusú borítók miatt a regényeket elkezdték „ingváll-szaggatónak” (bodice-ripper) becézni. Egy 1980-as The Wall Street Journal-cikk szerint ezek a regények „a kiadók válaszaként szolgálnak a Big Mac-re: lédúsak, olcsók, kiszámíthatóak és elképesztő mennyiségben falja őket a hűséges rajongótábor.” Az „ingváll-szaggató” kifejezés ma már sértőnek számít a romantikus regények kedvelőinek szemében.
Ezekben az új típusú történelmi szerelmes regényekben a főhősnők már független, erős akaratú nők, a főhős pedig érzéketlennek tűnő, kemény megjelenésű, gyakorta durva férfi, aki azonban a történet végére szerető, gyengéd, odaadó társa lesz a nőnek. Ez merőben eltért a többi kortárs romantikus regénytől, ahol legtöbbször egy gyenge főhősnő szeretett bele a brutális alfahímbe. Bár ezek a hősnők aktívan részt vettek a cselekményben, a párkapcsolatban passzívak maradtak. Ebben az időben a hősnők 16–21 évesek voltak, a férfiak idősebbek, 30 körüliek. A nők szüzek voltak, a férfiak nem, és a pár mindkét tagját rendkívül szépnek festették le.

### A kisregénysorozatok változása

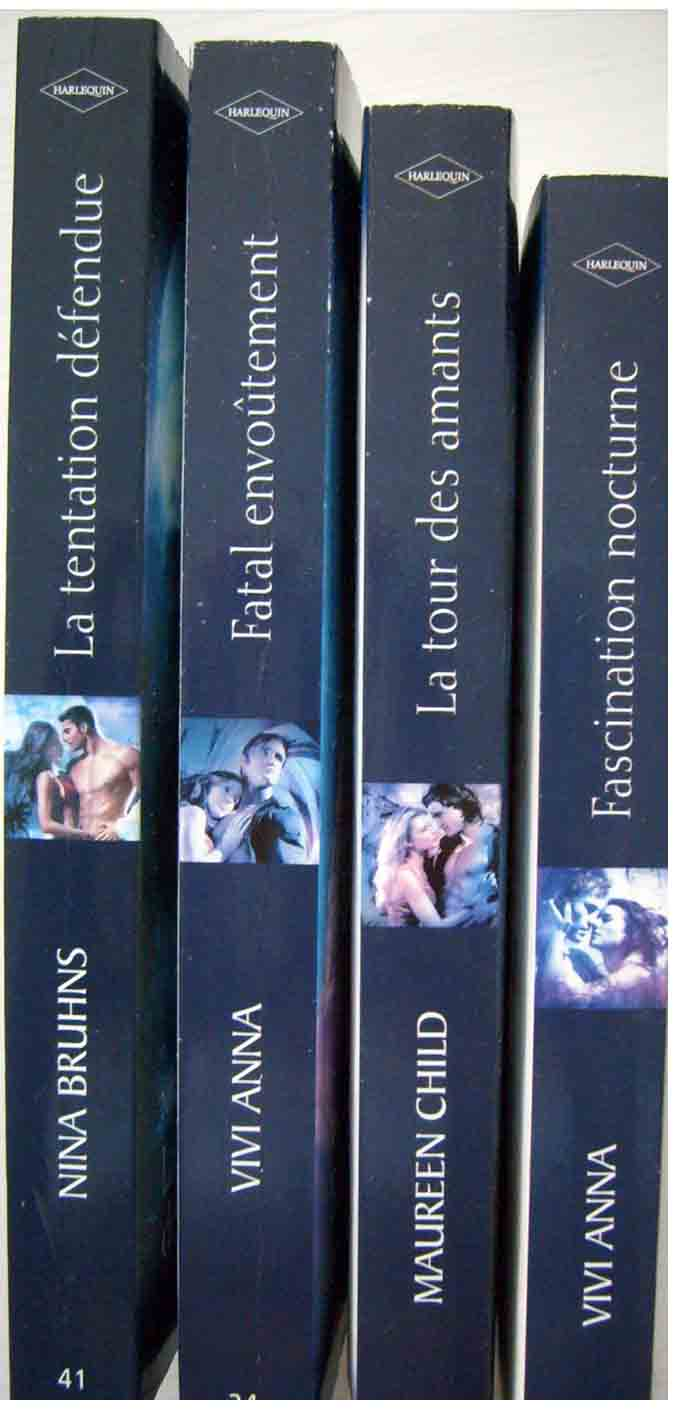
Harlequin-könyvek

A kisregénysorozatok lassabban reagáltak a változásokra, melyek végigsöpörtek a történelmi szerelmes regény alműfaján. Annak ellenére, hogy a Mills & Boon kisregénysorozatai egy észak-amerikai cég tulajdonában voltak, csak 1975-ben jelentettek meg először amerikai írótól (Janet Dailey) kisregényt. Janet Dailey regényei voltak az elsők, melyek Amerikában játszódtak, amerikai történelmi helyszíneket és eseményeket bemutatva, amerikai gondolkodásmóddal és értékrenddel. A Harlequin nem volt biztos benne, hogyan fog a piac reagálni erre az új típusú romantikára, így óvatosan járt el. Így fordulhatott elő, hogy az 1970-es évek végén a Harlequin egyik szerkesztője visszautasította az azóta már világhírnévre szert tett írónő, Nora Roberts egyik regényét, mondván, hogy már van amerikai írójuk.
1980-ban a Simon and Schuster létrehozta a Silhouette Bookst, készen állva arra, hogy kiaknázzák az amerikai írók tehetségét. Számos sorozatot adtak ki, és arra biztatták az íróikat, hogy alkossanak erős hősnőket és kevésbé domináns hősöket. Azt is elvárták, hogy az írók a jelenkor problémáival is foglalkozzanak. A Silhouette-könyvek hamar népszerűek lettek, 1984-ben a Harlequin felvásárolta a céget. A beolvadás ellenére a Silhouette továbbra is saját szerkesztői kontrollal rendelkezett és folytatták a megkezdett sorozatokat.
A Harlequin nem tudott gyorsan alkalmazkodni ahhoz az olvasói igényhez sem, mely egyre inkább a nyíltabb szexuális jeleneteket tartalmazó regényeket preferálta. Így az 1980-as években más kiadók is megjelentek, hogy betöltsék ezt az űrt. 1980-ban a Dell kiadó elindította Candlelight Ecstasy-sorozatát, melynek első darabja Amii Lorin The Tawny Gold Man című kisregénye volt – az első szerelmes regény, amelyben a főhősnő már nem volt szűz. 1983-ra a sorozat darabjai összesen 30 millió dolláros bevételt hoztak. A Silhouette is indított hasonló sorozatokat, a Desire-t és a Special Edition-t, mindkettő nyílt szexuális tartalmú regényeket tartalmazott, a Special Edition pedig hosszabb, körülbelül 250 oldalas regényekből állt. Mindkét sorozat 90–100%-os eladást produkált.
Egy 1982-es felmérés alapján kiderült, hogy az új írói stílus sokakat vonzott a szerelmes regények irányába, a megkérdezettek 35%-a 1977 után kezdett szerelmes regényeket olvasni, 31% pedig 6–10 éve volt már rendszeres olvasó, ami azt jelentette, hogy 1972, Woodiwiss regényének megjelenése után váltak rajongóvá. Mindez azt jelentette, hogy a megkérdezett olvasók kétharmada a forradalmi változások után fordult a műfaj felé.
A kisregénysorozatok száma gyorsan növekedett, 1985-re már 16 különböző sorozatban jelentek meg regények, havonta összesen 80. A hirtelen megnövekedett kereslet újabb és újabb írókat követelt. A szűk piac miatt hamarosan elkezdett romlani a regények minősége, és 1984-re az olvasók elkezdtek panaszkodni a regények nagyon hasonló cselekményei miatt. A következő évre az unalmassá váló cselekmények miatt egyre kevesebb kisregényt olvastak.

### További változások

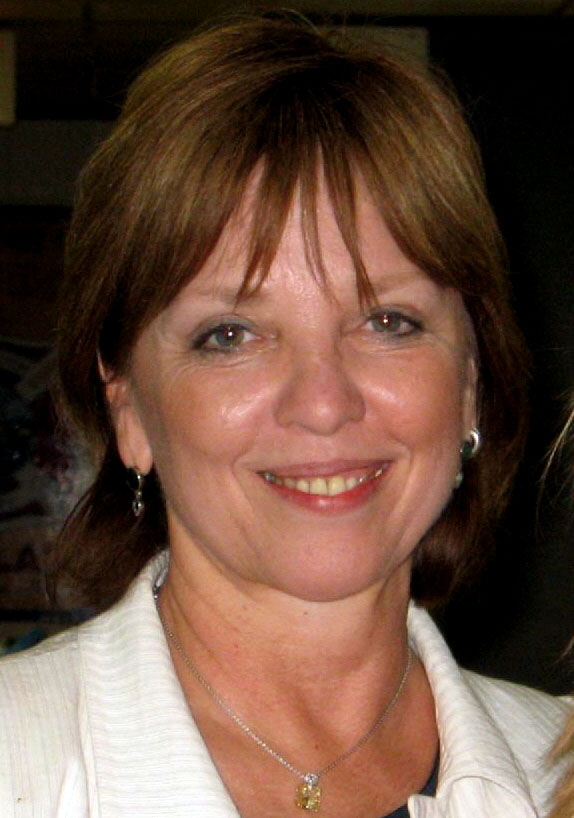
Nora Roberts könyvei évente több millió példányban fogynak világszerte, ezzel az egyik legsikeresebb írónak számít a világon

A műfaj tovább terjeszkedett az 1980-as években, amikor a kiadók rájöttek, hogy a népszerűbb írók azok, akik képesek továbbfejleszteni a műfajt és tágítani korlátait. LaVyrle Spencer egyik 1984-es regényének főhőse egy túlsúlyos férfi volt, akinek drasztikus életmódváltáson kellett átesnie ahhoz, hogy elnyerhesse az áhított nő szívét, Dailey egyik 1987-es regényének főhőse pedig csúnya férfi volt, a főhősnő pedig szülőanyját kutatta. Jayne Ann Krentz 1986-os, Sweet Starfire című regénye volt az első futurisztikus szerelmes regény, mely ötvözte a hagyományos romantikus elemeket és a sci-fit. A kapcsolatok is modernebbek lettek, az 1990-es évekre már nem nagyon adtak ki olyan könyvet, ahol a férfi erőszakosan közösül leendő feleségével.
Az 1980-as évek második felében a szerelmes regényekben megjelentek a férfias munkákat végző nők, olajfúrótornyokon és űrprogramokban. Az 1990-es évek elejére visszatértek a szabadúszó munkákat végző főhősök. A főszereplő nők életkora is kitolódott, akár 30 vagy 40 éves korra is. A férfiak is változtak, némely író az érzékenyebb főhősök felé fordult. Annak ellenére, hogy a cselekmények és helyszínek lehetősége kibővült, továbbra is maradtak tabu témák, mint például a terrorizmus, a háború vagy a férfias sportok. Az 1990-es években a romantikus regények egyre humorosabbak lettek, Julie Garwood regényei indították el a jelenséget.
A romantikus regények más módon is terjeszkedni kezdtek. 1989-ben Jude Deveraux lett az első író a műfajban, akinek műveit a hagyományos, tömeggyártásra szánt puha kötés helyett kemény borítással nyomtatták. A Knight in Shining Armor című regénye igazi bestseller lett. Számos író kezdett el kortárs regényeket írni, a kiadók pedig bátorították a műfajt. Mivel modern időkben játszódtak, több olyan részletet tartalmaztak, amivel a modern olvasó azonosulni tudott, így hamarosan megjelentek az olyan releváns modern témák is, mint az egyedülálló anyaság (vagy apaság), az adoptálás vagy éppen a családon belüli erőszak. A 2000-es évekre a borítók is változni kezdtek, a korábban preferált lengén öltözött pár helyett egyre inkább tájképek díszítették őket. Ahogy a modern nő számára megnyíltak az újabb és újabb munkalehetőségek, úgy a regénybeli hősnők is egyre változatosabb munkákat végeztek, már nem csak a hagyományos ápolónő vagy titkárnő főhősök számítottak sikeresnek. A modern romantikus regényekben a férfi-nő kapcsolat is sokkal kiegyensúlyozottabb.

## Piaca

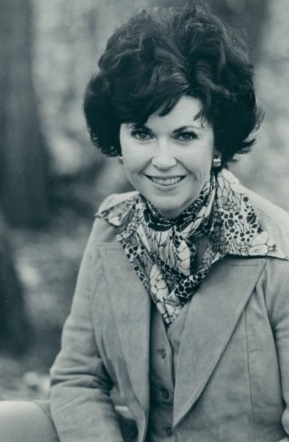
Kathleen E. Woodiwiss, akinek nevéhez a modern szerelmes regény megjelenését kötik

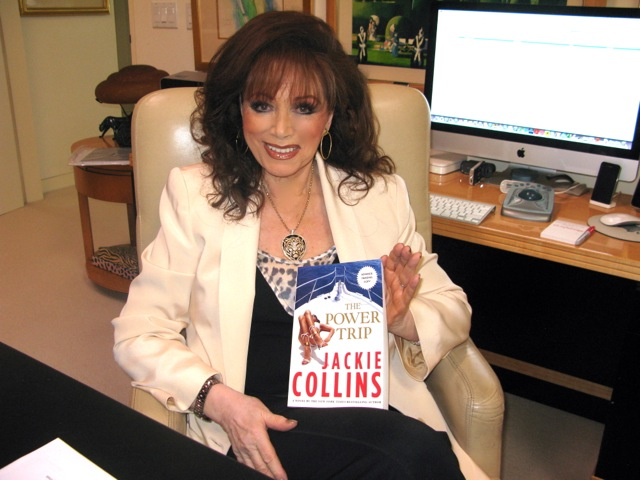
Jackie Collins

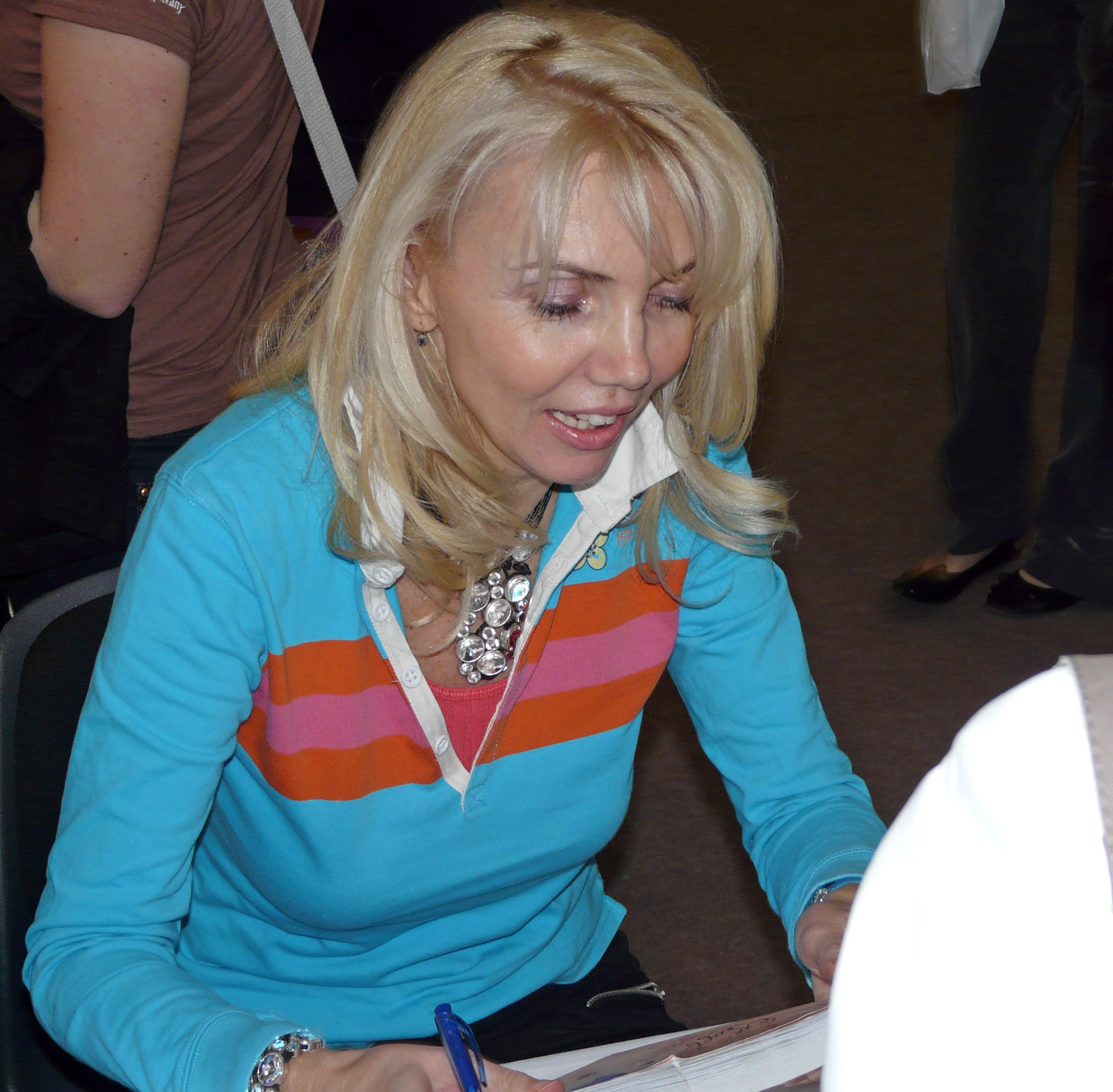
Fejős Éva

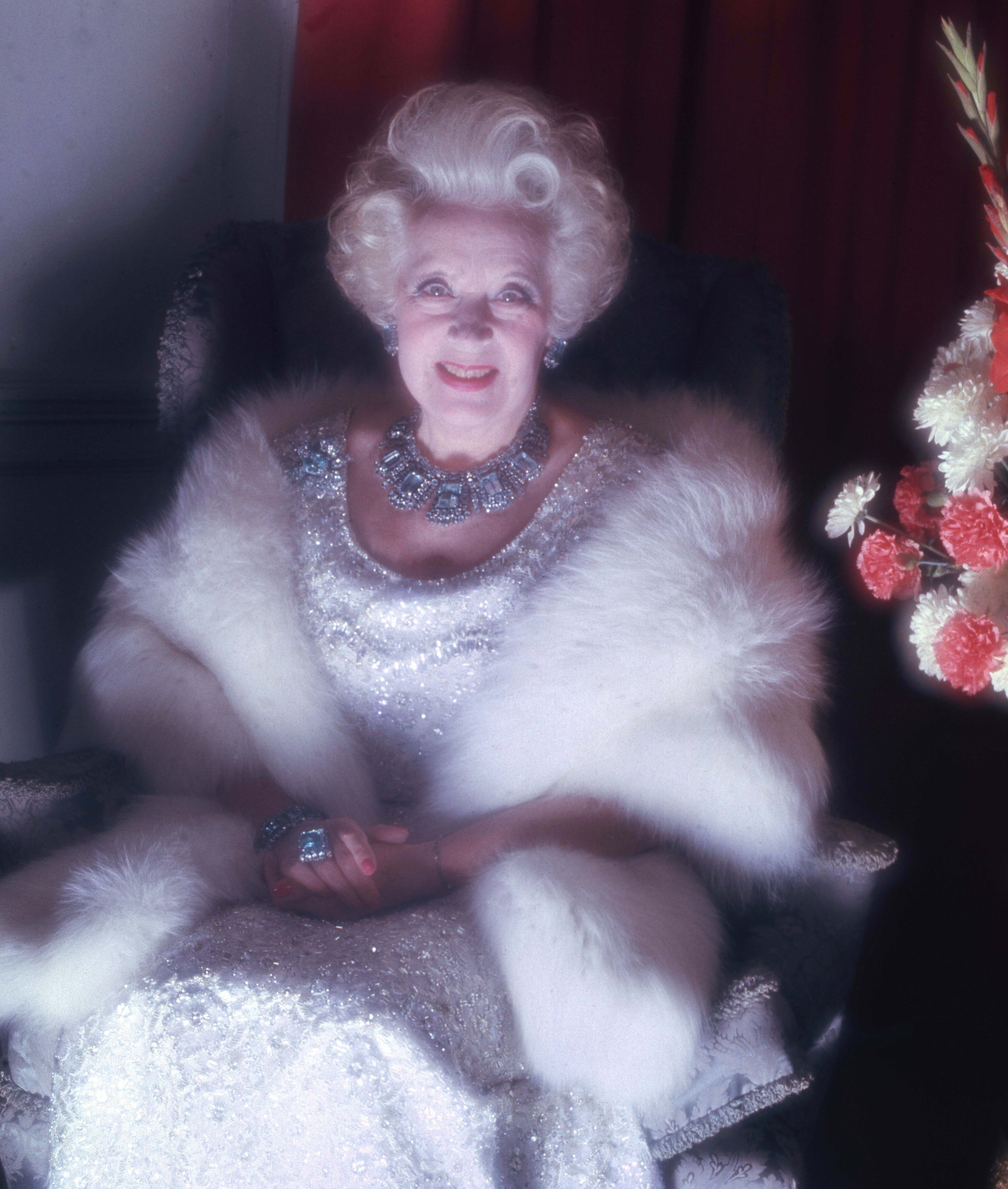
Barbara Cartland, minden idők legsikeresebb szerelmesregény-írónője

### Amerikai Egyesült Államok
Észak-Amerikában a műfaj sikere töretlen. 1982-ben a The New York Times cikke szerint a gazdasági válság, úgy tűnt, egyáltalán nem érintette a szerelmes regények piacát, a hűséges olvasók havonta akár 40 dollárt is költöttek ilyen olvasmányokra. Ebben az évben az olvasók számát 20 millióra becsülték és több mint 300 millió dolláros eladást tapasztaltak. 600 rendszeres olvasóval készítettek felmérést, melyből kiderült, hogy híven tükrözik az általános népességet életkor, családi állapot, végzettség és szociogazdasági helyzet tekintetében. A nők több mint fele rendelkezett valamilyen felsőfokú végzettséggel és 40%-uk főállásban dolgozott. 60%-uk legalább kétnaponta olvasott szerelmes regényt. Az olvasás indokai között szerepelt a stresszoldás, a hétköznapokból való menekülés, a történelem iránti érdeklődés is.
1991-re a szerelmes regények az amerikai puha kötésű könyvek piacának 46%-át tették ki. A terjeszkedés az olyan olvasóknak volt köszönhető, akik szinte falták a könyveket. A Harlequin vásárlóinak több mint fele havonta 30 regényt vásárolt. Ekkora már az olvasók 45%-a rendelkezett legalább főiskolai diplomával, és több mint 50% dolgozott.

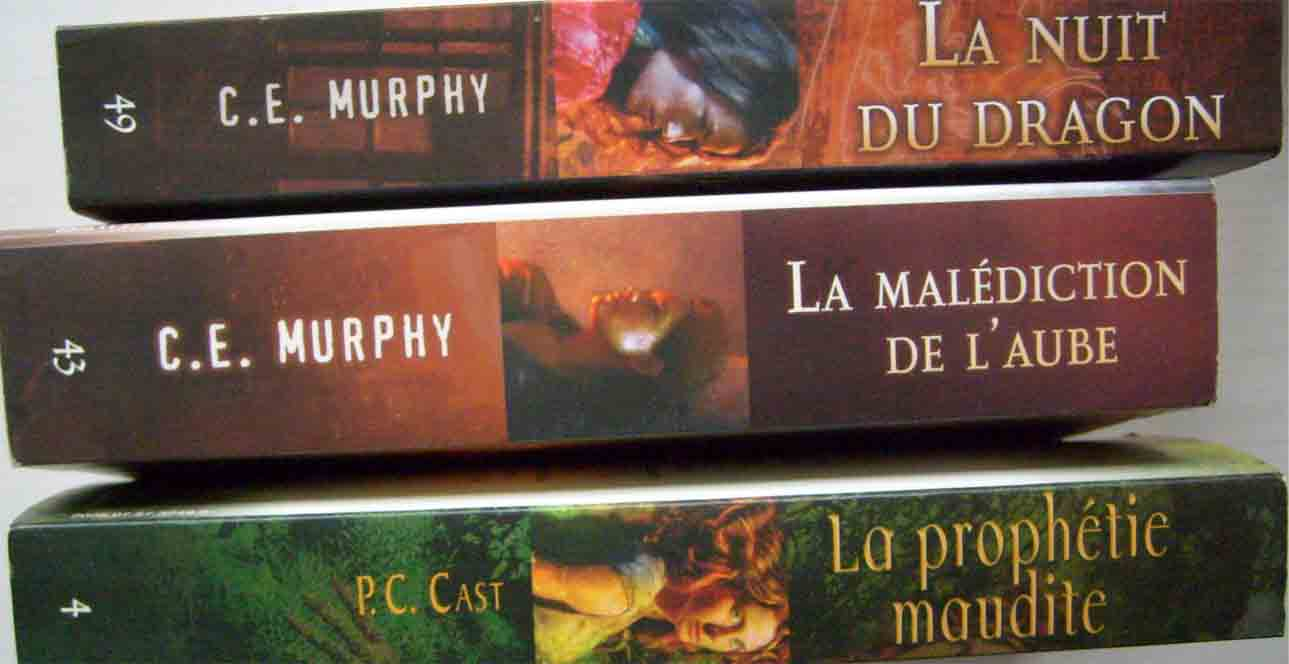
A Luna-könyvek

A 2000-es évekre a szerelmes regény lett a legnépszerűbb modern irodalmi műfaj. 2004-ben 1,2 milliárd dolláros bevételt hozott, 2285 regényt adtak ki. Az összes puha kötésű kiadás 55%-a volt romantikus regény, az összes eladott szórakoztató irodalomhoz viszonyítva pedig a könyvek 39%-át tették ki. Az Amerikai Szerelmesregény-írók Szövetségének kutatása szerint 2004-ben több mint 64 millióan vallották, hogy legalább egy romantikus regényt elolvastak, ami 2001-hez képest 26%-os emelkedést jelentett. Az olvasók 22%-a volt férfi; egyenletesen oszlott meg az arány a házas és az egyedülálló olvasók között. Mindenféle életkorú emberek olvastak szerelmes regényeket, a felmérés szerint 1%-uk 13 éven aluli, 42%-uknak pedig legalább főiskolai végzettsége volt.
2012-ben az Egyesült Államokban a romantikus regények eladásából befolyt jövedelme meghaladta az 1,4 milliárd dollárt, ezzel magasan vezetve az eladási listát más műfajokkal szemben. Ebben az évben az olvasók 91% nő volt, a vásárlók többsége 30 és 54 év közötti, 44%-uk rendszeres olvasója ennek a műfajnak és az olvasók 41%-már több mint 20 éve olvas ilyen regényeket. 2015-ben az e-könyv-eladások 20%-át tették ki a szerelmes regények, és korábban hanyagolt alműfajok tettek szert rendkívüli népszerűségre, a romantikus komédia eladása három év alatt 357%-ot nőtt, a sci-fi témájú szerelmes regényeké pedig 336%-kal. Ugyancsak megugrott az LMBT-témájú, valamint a multikulturális és a különböző rasszok közötti szerelemmel foglalkozó könyvek eladása is a műfajon belül. 2020 januárjára valamelyest csökkent az érdeklődés a szerelmesregények iránt, azonban a Covid19-pandémia miatti karanténintézkedések hatására ismét fellendült az eladás, különösen az e-könyvek terén.

### Nemzetközi piac
A Harlequin másodpercenként 4 könyvet ad el, ebből kettőt nemzetközi piacon. Heather Graham írónő szerint ennek az az oka, hogy „az érzelmeket könnyű lefordítani”. Az Egyesült Királyságban az eladott regények körülbelül 20%-a romantikus regény. Bár a szerelmes regényeket több mint 90 nyelvre fordítják le, az alkotók többsége angol, amerikai, kanadai vagy ausztrál. Még Franciaországban is, ahol évente 12 millió szerelmes regényt adnak el, mind fordítás. Ennek következtében a regények többségében angolszász szemlélet uralkodik, ami miatt egyes európai piacokon kevésbé sikeresek a művek. Olaszországban például, ahol a Red Dress Ink kiadó könyveinek nagy piaca van, az olvasókat nem érdeklik az olyan témák, mint például a cowboyok, hiszen a kultúrájuknak nem része ez a fajta életmód. A paranormális romantikus regények kevésbé népszerűek Lengyelországban és Oroszországban, ahol inkább a történelmi regényeket kedvelik. A keresztény szerelmes regénynek nincs jó piaca Európában, itt a kisbabákat is felvonultató művek a népszerűbbek.
Néhány német kiadó nem engedi az íróikat saját nevükön kiadni, attól tartva, hogy a könyvek nem lesznek kelendőek, ha nem angol-amerikai álnévvel adják ki őket. A német olvasók kedvelik az erotikusabb műveket, olyannyira, hogy egyes fordításokba extra szerelmi jeleneteket is beleszőnek. Más fordítók cenzúrázzák a szexjeleneteket.
2004-ben Ausztráliában 25%-kal nőtt a romantikus regények eladása az előző évhez képest. 1999 és 2004 között 40–50%-kal több könyv került a piacra. A Harlequinhez évente 20 000 kéziratot küldtek be.

### Magyar piac
A romantikus könyvek Magyarországon is sikeresek, a Bookline online előjegyzési sikerlistájának tetején 2010-ben Stephenie Meyer romantikus vámpírsorozatának kötetei álltak, és a listán számos egyéb vámpírrománc-történet is előkelő helyet foglalt el. Egy 2009-es magyar felmérés szerint a tinédzsereknél a kalandregények után a romantikus regények a legnépszerűbbek. A 2010-es évek legtöbbet eladott könyveinek listáján a Bookline adatai szerint az első három helyezett között két szerelmes regény is található: harmadik helyen E. L. James A szürke ötven árnyalata című regénye, a második helyen pedig Stephenie Meyer Alkonyat-sorozatának Hajnalhasadás című kötete.
A magyar piac egyik legolvasottabb írónője Fejős Éva, akinek köteteit 50-60 ezren olvassák, bár ő maga nem sorolja a könyveit a szerelmes regények közé. A magyar írók között férfiak is találhatóak, akik rendszerint álnéven írnak romantikus regényeket, Nemere István például Melissa Moretti néven jelentet meg szerelmes regényeket. A Harlequin-kiadványokat Magyarországon az Axel Springer terjeszti.

### Legolvasottabb írók
Számos szerelmesregény-író a világ legolvasottabb és legtöbbet eladott írói közé tartozik. Barbara Cartland könyveinek eladási példányszámát összesen egymilliárdra becsülik, Danielle Steel 600 millió eladott könyvnél tart, Jackie Collins és Corín Tellado 400-400 millió eladott példánnyal rendelkezik, Janet Dailey és Nora Roberts egyaránt 300 millió példányszámnál tart, Roberts pedig a Time magazin „A világ 100 legbefolyásosabb embere”-listáján is szerepelt. Stephenie Meyer vámpírrománc-sorozata 2010-ben hosszú hetekig listavezető volt, összesen több mint 100 millió példányban kelt el. Az erotikus (BDSM) szerelmes regény műfajába tartozó A szürke ötven árnyalata című sorozat E. L. James-től ugyancsak világszerte nagy sikert aratott, több mint 90 millió példányban keltek el a trilógia kötetei.

## Kritika
A romantikus regényeket általában figyelmen kívül hagyják a neves irodalomkritikusok, és bár az utóbbi időben, főképp a más műfajokkal való keveredésnek köszönhetően ez változóban van, a szerelmes regényekkel kapcsolatos sztereotípiák és megbélyegzések miatt sok olvasó ma is tagadja vagy nehezen ismeri be, hogy ilyen jellegű könyveket vásárol. A szerelmes regény műfaja gyakorta gúny, szkepticizmus és éles kritika tárgyát képezi, hiányolják belőle a cselekmény sokszínűségét, kritizálják a kiszámíthatóságát (a főhősök úgyis együtt maradnak, megoldanak minden problémát), Paul Gray szerint pedig érthetetlen, miért töltenek a nők órákat túldicsőített szerelmes történetek olvasásával. Melissa Pritchard írónő szerint a tökéletes szerelem leírása lehetőséget teremt a nőknek arra, hogy elmeneküljenek attól a kellemetlen feladattól, hogy önmagukat megszeressék.
Az utóbbi időben számos kutató kezdett el foglalkozni a romantikus regényekkel, azok pszichológiai és társadalmi vonatkozásaival, például Janice Radway vagy Pamela Regis.
A szerelmesregény-írók szerint az effajta megbélyegzésnek az az oka, hogy ez az egyetlen műfaj, melyet nők írnak nőknek. Jennifer Crusie szerint a modern romantikus regény főhősnője csak akkor nyerheti el a feltétlen szerelmet, ha hű marad önmagához, Susan Elizabeth Phillips szerint pedig a regények azért népszerűek, mert a hősnő mindig győz, néha számos veszteség és szenvedés árán, és már többé nem áldozat.
Az Amerikai Szerelmesregény-írók Szövetsége minden évben kiosztja a műfaj legrangosabb díját, a RITA-díjat, a legjobbnak ítélt művek számára.

## Filmes adaptációk
Számos szerelmes regényt filmesítettek meg, a legtöbbjüket televízióra adaptálták. Danielle Steel 22 regényéből készült filmadaptáció, némelyikben olyan színészek is játszottak, mint a Dallas című sorozatból ismert Patrick Duffy, Nastassja Kinski vagy Christopher Plummer. Vannak olyan romantikus regények is, melyeket mozivászonra adaptálnak, 2009-ben mutatták be például Az időutazó felesége című filmet, melyet Audrey Niffenegger azonos című regénye alapján készítettek. Az egyik legsikeresebb szerelmesregény-adaptáció Stephenie Meyer könyveiből készült, az Alkonyat-filmsorozat 2008-ban és 2009-ben bemutatott első két része összesen több mint egymilliárd dollár bevételt hozott készítőinek, a harmadik részt 2010 nyarán mutatták be, a negyedik rész 2011 őszén került a mozikba. A nagy sikerű A szürke ötven árnyalata című regényből készült azonos című filmet 2015-ben mutatták be.

## Fordítás
- Ez a szócikk részben vagy egészben  a   Romance novel című angol Wikipédia-szócikk ezen változatának fordításán alapul.  Az eredeti cikk szerkesztőit annak laptörténete sorolja fel. Ez a jelzés csupán a megfogalmazás eredetét és a szerzői jogokat jelzi, nem szolgál a cikkben szereplő információk forrásmegjelöléseként.